# Чиндант 2-й
Чиндант 2-й — село в Борзинском районе Забайкальского края России, административный центр сельского поселения «Чиндантское».

## География
Расположено в западной части района примерно в 6 километрах на запад от районного центра города Борзи.

## Климат
Климат резко континентальный с жарким летом и холодной солнечной и малоснежной зимой. Средняя температура в июле +16 ÷ +20°С), в январе −26 ÷ −28 °С. Ср. кол-во осадков не превышает 350 мм/год, особенно засушливы весна и начало лета. Продолжительность вегетационного периода до 150 дней и более.

## История
Официальный год основания села 1760. Основано как казачий караул, с 1851 года станица Забайкальского казачьего войска. В советский период истории работали колхозы им.Лазо, "Спайка". Основное предприятие села ООО "Степное". 

## Население
Постоянное население в 2002 году 814 человек (77% русские), в 2010 году 604 человека.